# Colmo

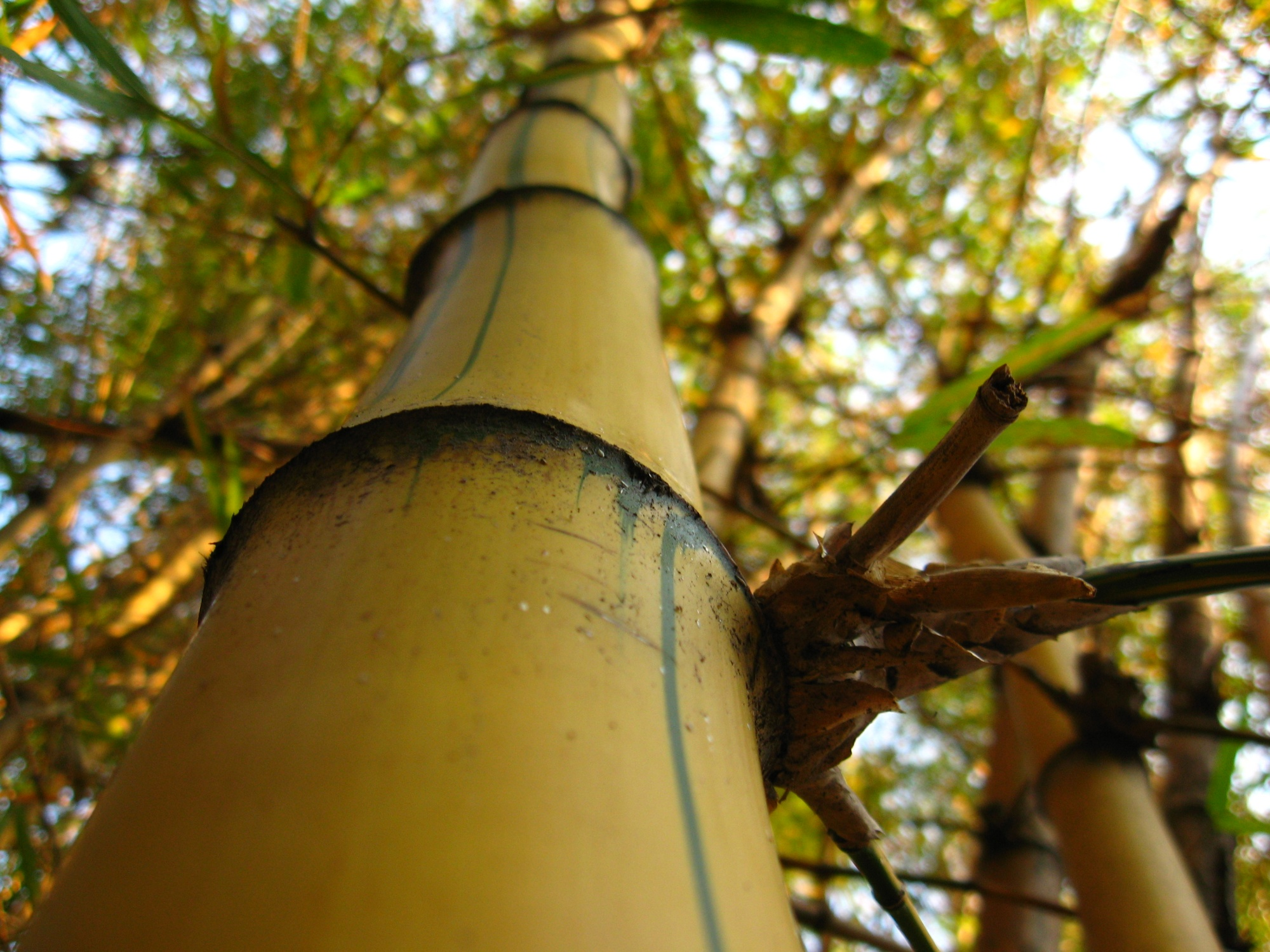
Detalhe do colmo de um Bambu-imperial

Colmo é um tipo de caule cilíndrico e seccionado em tabiques internos e entrenós salientes, os quais podem estar revestidos com as folhas invaginantes. Encontram-se nas gramíneas e nas juncáceas, como: cana-de-açúcar, milho, arroz, bambu. É um tipo de caule em que nós e entrenós são bem visíveis, e podem ser ocos (bambu) ou cheios (cana-de-açúcar).